# Il Mulo (personaggio)
Il Mulo (chiamato nelle prime traduzioni con il nome originale inglese Mule) è un personaggio immaginario del ciclo narrativo delle Fondazioni dello scrittore di fantascienza Isaac Asimov, presente nei romanzi Fondazione e Impero e Seconda Fondazione, e successivamente ne L'orlo della Fondazione, in cui se ne narrano le origini.

## Personaggio
Si tratta di uno dei più grandi conquistatori della Galassia. Possedendo l'abilità di condizionare qualsiasi essere umano, ovvero di manipolarne telepaticamente i sentimenti, il Mulo assume una portata individuale enorme sulla storia della Galassia, sconvolgendo quindi il Piano Seldon e i calcoli della psicostoria, basati sulla predizione, su base statistica, del comportamento delle masse.
I dettagli su "Il Mulo" vengono rivelati gradualmente lungo tutto il romanzo, lasciandone misteriosi molti lati fino alla conclusione di Fondazione e Impero. È un mutante, un uomo spaventosamente deforme. Da un volto che sembra teso sul cranio si estende un naso lunghissimo: è abbastanza basso e incredibilmente magro, con giunture che sporgono da arti sottili e deformati; è impossibile fissarlo senza deriderlo. L'unica parte del corpo che suscita ammirazione sono i suoi occhi, marroni, profondi e perennemente tristi. Il suo desiderio di conquista è la conseguenza di un'infanzia triste, durante la quale a causa del suo aspetto è stato deriso e respinto da tutti. Quindi, una volta divenuto cosciente dei suoi poteri mentali attorno all'età di vent'anni, li sfrutterà per soddisfare il suo desiderio di rivalsa sull'intera Galassia, diventandone il padrone assoluto. Dal momento che nessuno ne conosce il vero nome, viene utilizzato un soprannome affidatogli a causa della sua testardaggine, che è anche un parallelo con l'aspetto dell'animale e un riferimento alla sua sterilità (il mulo, in quanto incrocio di due specie diverse, non può generare).
Il Mulo è originario del pianeta Gaia, ma è diverso dal resto della popolazione, essendo sterile e deforme, ed ha la capacità di distaccarsi a suo piacimento dalla mente collettiva del pianeta, creando problemi allo stesso superorganismo. Dopo un'infanzia traumatica, il Mulo abbandona il suo pianeta natale e dedica la propria vita a vendicarsi dell'umanità che lo aveva respinto,non osando però mai toccare Gaia.
Il Mulo conquista dapprima il pianeta Kalgan, assoggettando il Signore del Pianeta e la popolazione, e poggia lì la sua base per dedicarsi alla conquista della Galassia.
Attacca quindi la Fondazione, che tutti credono invincibile a causa del Piano Seldon, e la sconfigge. Il momento drammatico per Terminus arriva proprio durante il discorso di Hari Seldon nella Volta del Tempo: tutti si aspettano una rivelazione utile a contrastare la minaccia del Mulo, ma il discorso, registrato tre secoli prima, fa riferimento solo a una guerra civile in seno alla Fondazione stessa, mai avvenuta a causa dell'intervento del Mulo. La consapevolezza che il Piano Seldon non aveva saputo prevedere l'avvento di un mutante come il Mulo genera lo sconforto della Prima Fondazione, che verrà sconfitta da lì a poco.
Il Mulo in seguito spazza via i resti del Vecchio Impero, la cui sede si è nel frattempo spostata su Neo-Trantor, dopo il Grande Saccheggio di Trantor di cinquant'anni prima. Il Mulo diventa il Primo Cittadino della Galassia.
A questo punto rimane un solo nemico per il Mulo: la leggendaria Seconda Fondazione, la cui stessa esistenza è incerta, ma a cui Seldon aveva fatto qualche vago riferimento durante la messa a punto del Piano Seldon. Il conquistatore galattico non riuscirà a scovare la sua sede tra i milioni di pianeti della Galassia, anzi cadrà nella trappola che la stessa Fondazione gli avrà teso, e verrà a sua volta condizionato e reso inoffensivo. La Seconda Fondazione attende quindi la sua morte (che a causa delle sue deformità lo coglie dopo pochi anni), e il disfacimento del suo impero a causa della mancanza di un erede, per ricostruire la fiducia della Prima Fondazione e correggere la deviazione del Piano Seldon.
Attraverso i dialoghi dello stesso Mulo, l'autore ipotizza l'esistenza di facoltà paranormali insite in ogni cervello umano e assopite nel corso dell'evoluzione dallo sviluppo del linguaggio. Tale ipotesi era ispirata dalla convinzione, in voga ai tempi di Asimov, che l'essere umano utilizzasse non più del dieci per cento delle proprie facoltà mentali - ipotesi poi smentita da successivi studi neurologici.